# Kokoška Emilija
Kokokoška Emilija je pravljica pisateljice in pesnice Svetlane Makarovič. Knjiga je izšla leta 1993, ilustriral jo je Lucijan Reščič.

## Vsebina
Zgodba govori o kokoški, ki je bila nadpovprečno inteligentna. Živela v kokošnjaku in skupaj z dvanajstimi drugimi kokošmi vsak dan znesla jajce svoji gospodarici. Gospodinja je bila zelo zadovoljna, saj je imela najboljša in najlepša jajca daleč naokrog. Vsako jutro je pobrala trinajst velikih svežih jajc.
Emilija je postajala iz dneva v dan bolj razburjena, saj se gospodinja nikoli ni zahvalila. Nekega dne se je odločila, da ji svojega jajce ne bo dala. Emilija je pojedla svoje jajce do zadnjega koščka lupine in tako ni za njenim jajcem ostalo nobenih sledi. Gospodinja ni mogla ugotoviti, katera kokoška ne vali jajc. Kokoška Emilija je postajala iz dneva v dan lepša, saj je bilo njeno jajce zelo hranljivo, gospodinja pa shujšana (kar njenemu možu ni bilo po godu), saj ponoči ni mogla spati in se je spraševala, zakaj ne dobi toliko jajc, kolikor je kokoši. Poskusila je z več hrane. In res: Emilija se je naslednje jutro tako najedla, da je pustila svoje jajce nedotaknjeno. Gospodinja je zjutraj našla trinajst jajc, a se spet ni zahvalila. Zato je bila naslednji dan Emilija bolj pazljiva in se ni najedla gospodinjinega krmila. Spet je lahko pojedla svoje jajce. Zgodba se je nadaljevala vse do tedaj, ko so h gospodinji prišli gasilci in ji pomagali rešiti težavo. Sinjeoki Fonza je gospodinji predlagal, naj bo bolj prijazna do svojih kokošk.
In res, gospodinja je odtlej kokoške lepo pozdravila, se pogovarjala z njimi in kokoške so bile zadovoljne. Spet je vsak dan dobivala vseh trinajst jajc, za katere se je lepo zahvalila. Le še enkrat se je zjutraj pozabila zahvaliti za jajce, a ko ga naslednje jutro od Emilije ni dobila, tega ni več ponovila.

## Dramska uprizoritev
Pravljica je bila prvič uprizorjena kot lutkovna predstava leta 1997 v Lutkovnem gledališču Ljubljana v režiji Svetlane Makarovič.

## Izdaje
Kokoška Emilija, Založba Mladika, Ljubljana, 1993